# 天國八福

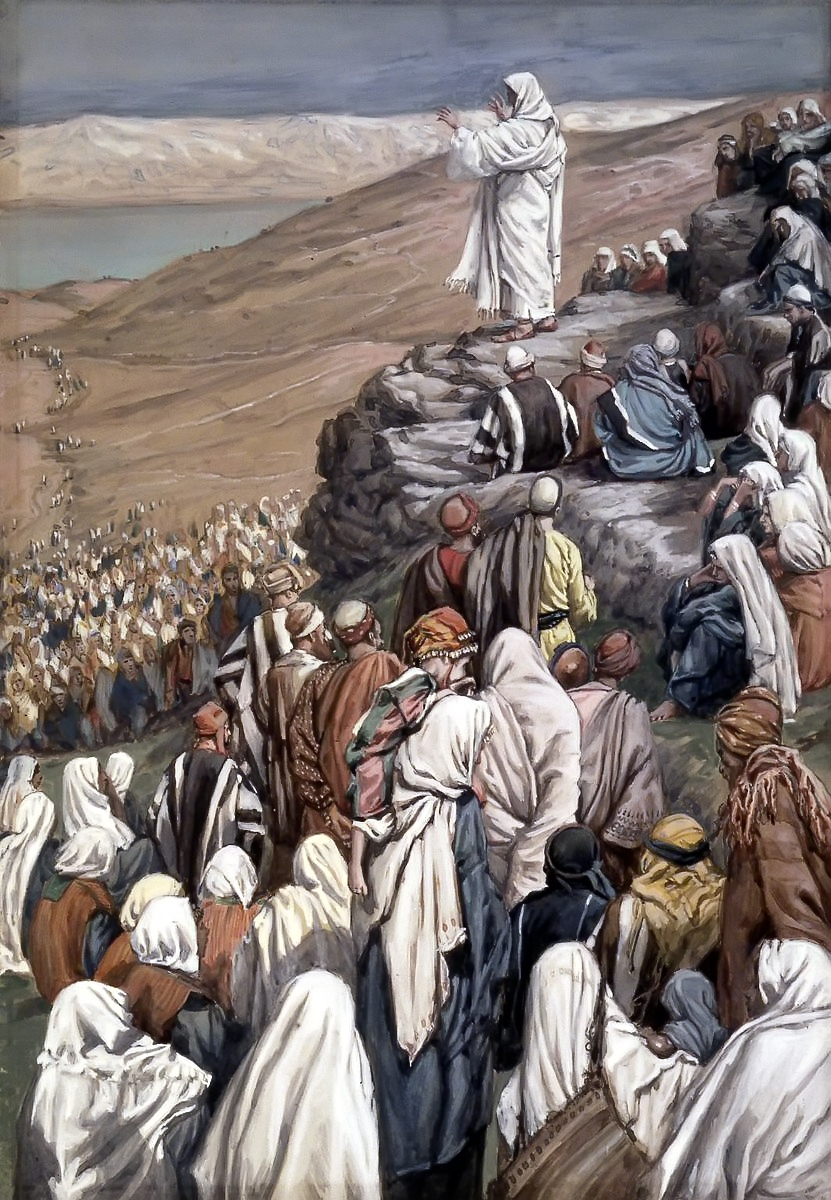
詹姆斯·迪索, 天國八福的布道, c. 1890, 现藏纽约布鲁克林博物馆

天國八福或譯真福八端（英語：Beatitudes）是八段详细记载在《聖經·马太福音》山上宝训中，耶稣早期在加利利传福音时的祝福；每段祝福都以谚语形式宣告而不作赘述。在拉丁语系、希腊语和阿拉姆语（耶稣布道时所用语言）中，“有福了”作耶稣祝福的开头，而非中文语境中的结尾。其中，有四段祝福亦出现在《聖經·路加福音》的平原布道中，附有四段“有祸了”（拉丁文开头句式）的宣告。
在4世纪晚期开始出现的拉丁通俗译本中，每一段都会以“那些...的人有福了/是有福的/是该欢喜的”（beati）这个句式开头，其中“人”作复数形式；希臘語：也有同样的意思。因此“哀恸的人有福了”在拉丁语中作beati pauperes spiritu。拉丁名词beātitūdō是罗马演说家西塞罗造出来的一个用在陈述“被神灵祝福”这一状态，后来用于拉丁通俗译本之马太福音第五章中的名词。随后在1540年刊印的大圣经中这一词被用作盎格鲁化的beatytudes一词，然后逐渐演变为现在常见的beatitudes一词。
由于印欧语系语法中祈使句动词前置的原因，在中文翻译过程中，大多将句首的beati翻译后至于句末。最早之完整天主教中文译本《圣经思高本》中译作“有福的”；而在1839年郭实腊等译《救世主耶稣新遗诏书》中，以文言译作“福祉矣”；在华人新教教会中使用最广的和合本聖經中，则译作“有福了”。

## 圣经译文
|                                                  | 1. 為義受迫害的人有福了，因為天國是他們的。 人若因我辱罵你們，迫害你們，捏造各樣壞話毀謗你們，你們就有福了。 要歡喜快樂，因為你們在天上的賞賜是很多的。在你們以前的先知，人也是這樣迫害他們。 |
| ——《馬太福音》第5章第3-12节（新教 和合本修訂版） | |

|                                              | 1. 为义受迫害的人是有福的，因为天国是他们的。 几时人为了我而辱骂迫害你们，捏造一切坏话毁谤你们，你们是有福的。 你们欢喜踊跃罢！因为你们在天上的赏报是丰厚的，因为在你们以前的先知，人也曾这样迫害过他们。 |
| ——《瑪窦福音》第5章第3-12节（天主教 思高本） | |

## 解释
这八福所形容的福份，跟一般人所理解的不同。耶稣说的是我们被十字架改造后，变得神贫、温良等等，而因此受祝福。这些改变是天主的工作，不是我们凭自己的力量能达到的。
神贫的人是指那些完全依赖天主的人，他们不追求财富、权力或其他所有令自己以为能操控一切的世物。他们因着能完全依赖天主而喜乐。
哀恸的人是指那些因看见很多人活在罪恶当中、不认识天主，或因他人受到不公义的欺压而哀恸的人。这些人因着内心的悲恸而乐于为他人代祷。
温良的人是指那些因着天主的恩宠而能控制自己的愤怒和其他情绪的人，但他们仍然有勇气在面对不公义时挺身而出。
饥渴慕义的人指那些追求公义和属于天国的价值观，如贞洁、宽恕、仁慈等。他们渴求听到天主的圣言。
怜悯人的人是那些接受了天主的仁慈之后，而跟他人分享的人。他们仍然会纠正错误的行为，但不会心存报复。
心里洁净的人是指那些一心一意，心里不因相反的欲望而挣扎的人。
缔造和平的人是指不单爱和平的人，而是身体力行追求真理的实践，把他人带到耶稣那里去的人。
为义而受迫害的人是有福的，因为只有假先知才得到所有人的喜爱。世界憎恨他们，因为他们不属于世界。天国是他们的。
引述马太亨利圣经注释中关于第一个祝福的相关内容：
I。虚心的人有福了（3节）。虚心的人，有着一个恩典的品格；这样的人，倒空自我，为要使耶稣基督在我们的内心里面装满。1.虚心的人轻看这世上的财富；满足于神所给我们的分；谦卑于所身处的环境和境地。许多这个世上的人，物质上虽然贫穷，但是心灵里面却高傲；他们贫穷而清高，抱怨和埋怨，无论身处什么环境都是牢骚满腹。但是我们必须要安于我们的贫穷，必须要知道如何身处卑微（腓立比书4章12节）。在我们所身处的贫穷之中，承认神的意旨安排的美意和智慧；我们应当坦然处事，耐心地忍耐不方便的事情和条件；为我们所拥有的、享有的而充满感恩；在我们的处境中，积极而乐观地努力，争取最好的结果。虚心的人，轻看这世上的财富，不把心系于其上；欢欣地对待损失与失望的事情；深深地知道，若是身处繁华，则会更容易跌倒。这并不是，出于骄傲和假意，故意使我们装作贫穷，抛弃神所赐给我们的产业；尤其是像罗马教会那样，他们表面上喜爱贫穷，但却实际上坐拥富可敌国的财富。而是，如果我们在这个世界上富有，那么，我们仍然要虚心、心里贫穷；即，我们必须要屈尊地面对、同情穷人，体恤他们的软弱；我们必须要预备好接待穷人，接济他们；而不是害怕他们，或是躲避他们；是欢迎他们，尤其是我们应当以良心对待他们。（希伯来书10章34节）。约伯是一个虚心的人；无论是神赏赐、还是收取的时候，他都赞美神。2.虚心的人，谦卑而卑微地轻看自己。虚心，就是卑微地看待我们自己-----我们的本性，我们的所有，我们所做的事情。在旧约里，这样的人常常是谦卑而舍己的人；与之相对的，则是那些安逸、骄傲的人。在我们自己的眼中，我们应当把自己看作是小孩子，软弱，愚拙，不重要。（马太福音18章4节，19章14节）。老底嘉教会虽然富足、看似什么也不缺，但是，他们在灵里的实际光景，却是贫穷、瞎眼、可怜的（启示录3章17节）。另一方面，保罗虽然在灵里有着很多恩赐与恩典，但是，他却是虚心的；他把自己看作是使徒中最小的，是比众圣徒中最小的还要小的那一个；他在看自己的时候，觉得凭着自己，毫无可夸。我们都应当这样圣洁地轻看自己，珍视他人；在与他人比较的时候，低看我们自己。我们应当愿意成为那廉价的、卑微的、渺小的、行善的；为了别人的益处，对一切人，成为一切事。我们应当承认，神是伟大的，而我们是渺小卑微的。神是圣洁的，而我们是有罪的。神是一切，而我们是无有，是虚空的虚空，甚至连虚空都不如。我们应当在神的面前谦卑自己，使自己俯伏在神的大能之下。3.虚心的人，不看自己的义、自己的力量，而是完全地倚靠基督的恩典为我们的义，以基督的恩慈为我们的满足。内心忧伤痛悔的灵，-----就像是那个税吏，哭泣着恳求神的恩慈怜悯；这样的人，是虚心的人。我们必须把自己看为是贫穷的，因为我们永远是需要神的恩典，永远是在神的面前祈求。
这里，（1）虚心的品格，是基督徒恩慈品格中的第一项。哲学家们不把虚心看作是道德品格中的重要内容，但是，基督把这件事情放在第一位。虚心、舍己，是在基督的课堂里的第一课；虚心的人，得到那第一个祝福。其他的恩慈品格，都是以这一点为基础。那想要建高的人，必须要起得低；这个品格，是对福音恩典中的灵魂的最好预备。只有预备好的土壤，才能迎接种子。那些劳苦担重担的人，是内心困苦、虚心的人；这样的人，愿意到基督这里来得到安息。
（2）他们有福了。即使在这个世界里，他们也是有福的。神会恩典地看顾他们。他们是神的儿女，有天使在护卫着他们。神把更多地恩典赐给他们；他们的生命中得到安慰；他们满足于所处的环境，没有什么事情能够搅扰他们；然而，那些内心高傲、心骄气傲的人，却总是心中没有安宁。
（3）天国是他们的。在恩典的国度里，都是这样的人。在基督的教会里，也都是这样的人。诗篇74篇19节把他们称为是“困苦的人”。荣耀的国度是为他们所预备的。那些谦卑自己的人，那些遵从神的人（这样的人，即使神使他们在这个世界上降卑，他们也顺服神），将要被升高。那些心骄气傲的人，在这个世界上或许能够享受那些属世的荣耀和辉煌；然而，那些谦卑、温和、顺服的灵魂，则将要得着属天国度的荣耀。那些满足于贫穷的人，以及那些以慈善的心来对待财富的人，都是在灵里面虚心的人。如果我身处贫穷，不能够欢欣地、为了主的缘故而花费财富、施慈善，而仅仅是欢欣地、为了主的缘故而甘愿忍受贫穷，那么，即使是这样，我也会得着主的奖赏。我们所服事的，难道不是一位良善的主吗？
引述马太亨利圣经注释中关于第四个祝福的相关内容：
饥渴慕义的人有福了。有人把这里所说的情况看作是我们外在的贫穷和困窘；是我们在这个世上的卑微境地；在这样的境地中，我们不仅会遭受伤害和屈枉，而且在受害以后得不到正义和公平的处理。这样的处境，使我们饥渴慕义；然而，那些欺压者，既不敬畏神，也不尊重人，他们的手中没有公义。这真是一个可怜的境地！可是，这样的人有福了-----若他们在忍受患难的时候，仍然谨守着良知。他们要把盼望单单放在神的身上；神必将伸张正义，必将把贫穷的人从欺压者的手中解救出来（诗篇103篇6节）。那些甘愿忍受压迫、安静地仰望神的人们，将要在时间来到的时候，得到满足，得到大大的满足和喜乐；神的智慧与恩慈，将要向他们清晰地显明。  然而，这里所说的饥渴慕义，更指的是属灵的事情；是对神在人灵魂之中的恩典作为的祈盼，是对神的恩惠、公义的渴望。1.“义”被放在这里，因为它关乎一切属灵的祝福。（诗篇24篇5节）（马太福音6章33节）。我们在属灵中所得的一切祝福，都是借着基督的义而被赎买来的；因为我们的罪归在基督的身上，所以，我们能够得到安全和恩典；这是信实的神所赐给我们的。基督成为了我们的义；我们在基督里面被神称义；因着他的义，我们得到重生的生命，成为在基督里新造的人，得着那永生的应许-----这就是义。2.我们应当以饥渴慕义的心，来寻求神。我们必须真诚地、迫切地渴望，正如一个饥渴的人，急切地想要吃饭、想要喝水一样；而且，我们就因此而满足，再也不看重任何其他事情。我们对属灵之事的渴望，必须是恳切而焦急的：“请给我这些，要不我就死了；其他的事情我都看为粪土，就请给我这些，就算我其他的一切都失去了，我也知足了”。在灵魂里饥饿干渴的人，每日都渴慕着神的义，在每日服事的工作中渴慕着神的恩典与帮助，就像身体每日都需要饮食一样。那些渴慕身体饮食的人，要为肚腹而劳力；而我们不仅要渴慕属灵的祝福，更要辛勤地劳作，使用我们所得着的属灵祝福和恩赐。
那些饥渴慕义的人，是蒙福的；他们的渴慕，必得饱足。（1）他们的渴慕的态度，是蒙福的。并非所有的对恩典的渴望都是蒙福的（假意的、半心半意的渴望，就不是蒙福的）；然而，人若有着真诚的、饥渴慕义的心，那么，这样的心是神所喜悦的，是蒙福的。这样的渴望之心，显明了良善的证据，显明了对更美之事的盼望。神在这样人的心中兴起善工，并且，神不会丢弃他亲手所作的工作。人的灵魂总是要为什么事情而饥渴的；那些为了正确的目的、目标而渴慕的人是有福的；那些真正有价值的事，是真正能够使人的灵魂得到饱足的，而不是像那些世事的私利，充满了欺骗、诡诈和虚无。阿摩司书2章7节：“他 们 见 穷 人 头 上 所 蒙 的 灰 也 都 垂 涎 。 阻 碍 谦 卑 人 的 道 路 。 父 子 同 一 个 女 子 行 淫 ， 亵 渎 我 的 圣 名 。” 以赛亚书55章2节：“你 们 为 何 花 钱 （ 原 文 作 平 银 ） 买 那 不 足 为 食 物 的 ， 用 劳 碌 得 来 的 买 那 不 使 人 饱 足 的 呢 ？ 你 们 要 留 意 听 我 的 话 ， 就 能 吃 那 美 物 ， 得 享 肥 甘 ， 心 中 喜 乐 。” （2）他们所渴慕之事，必得成就。神会把他们所渴慕的，赐给他们，使他们得到完全的满足。只有神才能使人的灵魂得到满足；神的恩典与恩惠足够填满我们的渴慕之心；他要用恩典来装满那些心中恩慈的人；这样的人，心中谦卑地知道自己里面的缺乏，追寻着神的完全公义。路加福音1章53节：“他 叫 有 权 柄 的 失 位 ， 叫 卑 贱 的 升 高 。叫 饥 饿 的 得 饱 美 食 ， 叫 富 足 的 空 手 回 去 。” 耶利米书31章25节：“疲 乏 的 人 ， 我 使 他 饱 饫 。 愁 烦 的 人 ， 我 使 他 知 足 。” 天国的幸福，一定会填满渴慕天国之人的灵魂；他们的义，将是完全的；在他们的完美之中，将要有着神的形象，有着神的恩惠。
引述马太亨利圣经注释中关于第七个祝福的相关内容：<
使人和睦的人，有福了（9节）。那从天上来的智慧告诉我们，先要内心纯洁，然后才有和平；首先是向神清心，然后才是使人和平。1.使人和睦的人，喜爱和平。正如，撒谎的人，总是喜欢欺骗，撒谎上瘾；同样，使人和睦的人，对和平有着强烈和真诚的感情。（诗篇120篇7节）。使人和睦的人，爱慕、渴望、享受和平。2.使人和睦的人，在言谈举止中都努力寻求和平。他们勤勉地持守和平；当和平被打破的时候，他们努力地试图恢复和平；他们聆听关于和平的建议，总是尝试着与人谋求和平。不管是远朋还是近邻，我们都应该与人和平相处，并尽力修复那些破裂的关系。使人和睦的工作，有时是一件得不到别人感恩的事情；甚至会两头不讨好；但是，这却是一件良善的工作，因而我们必须应当去行。这尤其是一件牧师传道人的工作；他们应当尽力地调解矛盾，促进基督徒们之间彼此相爱。
（1）这样的人有福了。因为他们从和平中得到喜乐和满足，并且对他人有益。他们是与基督同工的；基督来到世上，要抹去一切的仇恨，在地上要宣告和平。（2）他们要被称为神的儿子；这显明了他们是神儿女的证据；神是他们的父，他们将要像神。神是和平之神；神的儿子是和平的君王；圣灵见证我们，作神的儿女，作和平的使者。神已经宣告，他已经同我们和好。对于那些彼此无情的人们，神不称他们为自己的儿女；若使人和平的人，能够得到神的祝福，那么，那些使人失去和平的人，将要面临怎样的悲惨之境！从这里我们看见，基督从不曾说，信仰应当用火、剑、杀伐来传播；基督的门徒们，也不应当有傲慢和不可控制的狂热。这世界之子，喜欢浑水摸鱼；但是，神的儿女们应当是爱好和平、在地上安宁的人。

## 相关研究
根據梁燕城博士所著的《兩約探秘》所提及，後世學家在參考過死海經卷中有關愛色尼派思想的主張後，認為這「天國八福氣」其實是耶穌對於當時在猶太社群廣泛流傳、愛色尼派所提倡的五福的回應，提倡以正面思想去取代額外的誡命。